# Sur global

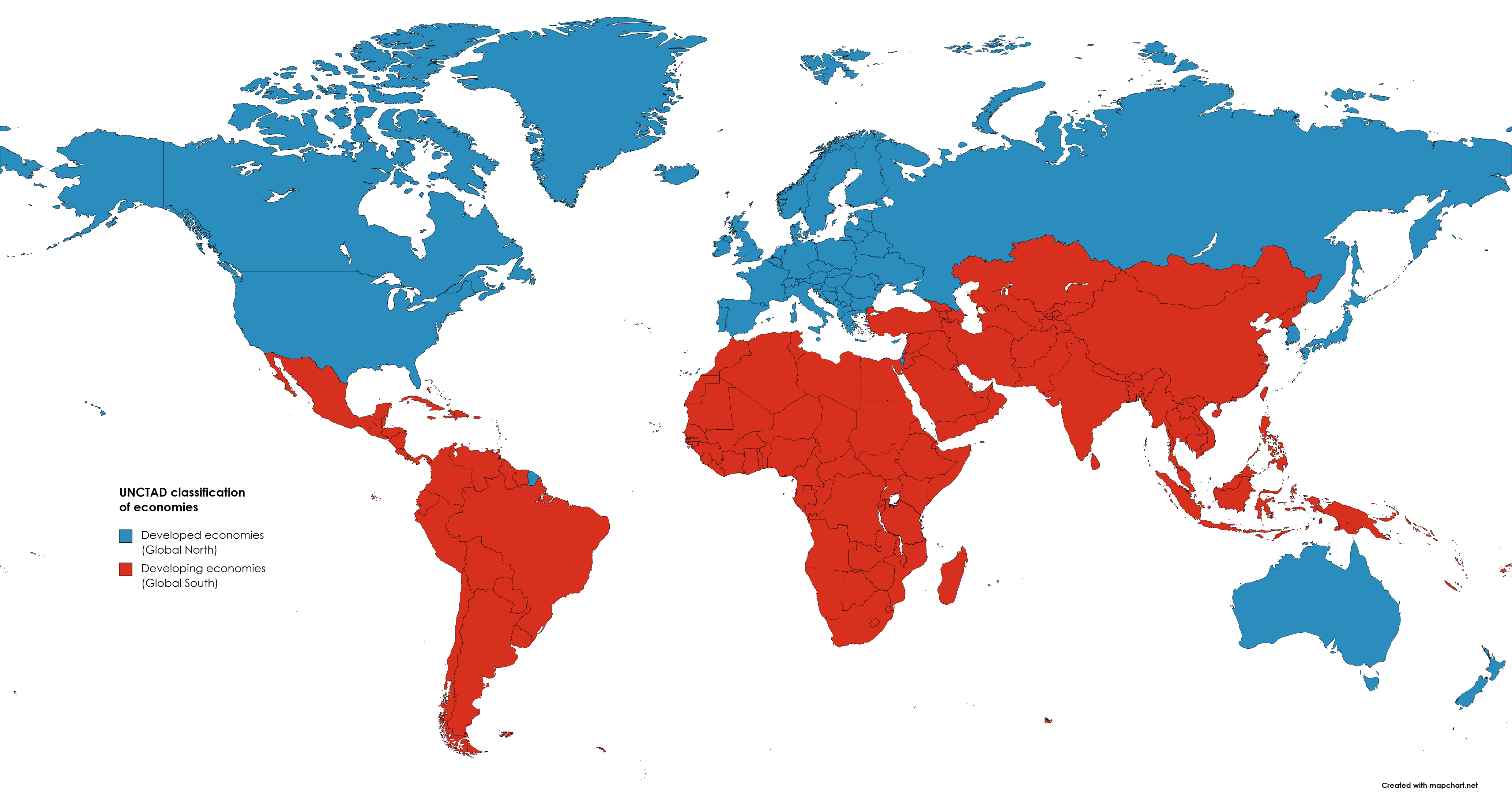
Clasificación económica de los países y territorios del mundo por la UNCTAD en 2023: el Norte Global (es decir, los países desarrollados) está resaltado en azul y el Sur Global (es decir, los países en desarrollo y los países menos desarrollados) está resaltado en rojo.

Sur global es un término utilizado en estudios postcoloniales y transnacionales que puede referirse tanto al tercer mundo como al conjunto de países en vías de desarrollo. También puede incluir a las regiones más pobres (en general al sur) de países ricos (del norte). El sur global es un término que extiende el concepto de país en vías de desarrollo. Habitualmente se refiere a todos aquellos países que tienen una historia interconectada de colonialismo, neocolonialismo y una estructura social y económica con grandes desigualdades en niveles de vida, esperanza de vida o acceso a recursos.La mayoría de los países del Sur Global se identifican comúnmente con ingresos bajos, altos niveles de pobreza, altas tasas de crecimiento poblacional, viviendas inadecuadas, oportunidades educativas limitadas y sistemas de salud deficientes, entre otros problemas. Adicionalmente, las ciudades de estos países se caracterizan por su infraestructura deficiente.
Norte Global y Sur Global son términos que denotan un método de agrupar países basándose en sus características definitorias en cuanto a socioeconomía y política global. Según la Conferencia de las Naciones Unidas sobre Comercio y Desarrollo (UNCTAD), el Sur Global incluye en términos generales a África, América Latina y el Caribe, Asia (excluyendo Israel, Japón y Corea del Sur), y Oceanía (excluyendo Australia y Nueva Zelanda). Opuesto al Sur Global está el Norte Global, que la UNCTAD describe como compuesto en términos generales por Norteamérica y Europa, Israel, Japón, Corea del Sur, Australia y Nueva Zelanda.

## Origen del término
El primer uso del término en un sentido político contemporáneo fue en 1969 por Carl Oglesby, escribiendo en la revista católica Commonweal en un número especial sobre la guerra de Vietnam. Oglesby argumentó que siglos de "dominio del norte sobre el sur global [...] [han] convergido [...] para producir un orden social intolerable".
El término ganó atractivo durante la segunda mitad del siglo XX y se aceleró rápidamente a principios del siglo XXI. Apareció en menos de dos docenas de publicaciones en 2004, pero en cientos de publicaciones en 2013. La aparición del nuevo término significó mirar las turbulentas realidades de sus predecesores, es decir: Tercer Mundo o Mundo en Desarrollo. El término "Sur global", en cambio, tenía la intención de ser menos jerárquico.

### Línea Brandt

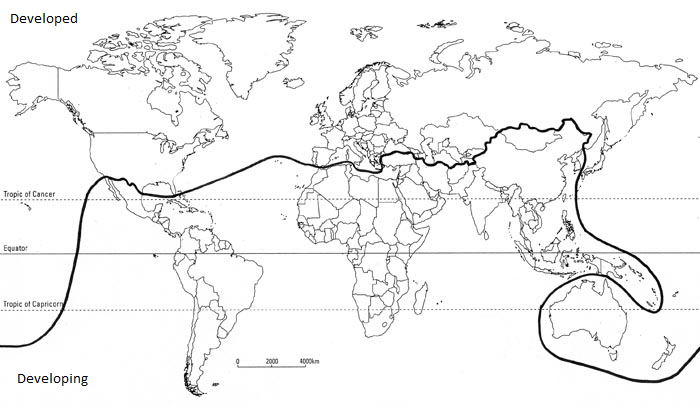
La línea Brandt, una definición de la década de 1980 que divide el mundo en el norte desarrollado y el sur en desarrollo

La Línea Brandt es una representación visual de la división norte-sur, propuesta por el ex Canciller de Alemania Occidental, Willy Brandt, en la década de 1980 en el informe titulado Norte-Sur: Un programa para la supervivencia, que más tarde se conoció como el Informe Brandt. Esta línea divide el mundo a una latitud de aproximadamente 30° Norte, pasando entre los Estados Unidos y México, al norte de África y el Medio Oriente, subiendo al norte sobre China y Mongolia, luego descendiendo al sur para incluir a Japón, Australia y Nueva Zelanda en el "Norte Rico". A partir de 2023, la Línea Brandt ha sido criticada por estar desactualizada, aunque todavía se considera una forma útil de visualizar las desigualdades globales.

## Usos del término
El Sur Global "surgió en parte para ayudar a los países del hemisferio sur a trabajar en colaboración en temas políticos, económicos, sociales, ambientales, culturales y técnicos". Esto se llama cooperación Sur-Sur, un "término político y económico que se refiere al objetivo a largo plazo de lograr cambios económicos mundiales que beneficien mutuamente a los países del Sur Global y conduzcan a una mayor solidaridad entre los desfavorecidos en el sistema mundial". La esperanza es que los países del Sur Global "se ayuden mutuamente en el desarrollo social, político y económico, alterando radicalmente el sistema mundial para reflejar sus intereses y no solo los intereses del Norte Global en el proceso". Se rige por los principios de "respeto a la soberanía nacional, propiedad nacional, independencia, igualdad, no condicionalidad, no injerencia en los asuntos internos y beneficio mutuo". Los países que utilizan este modelo de cooperación Sur-Sur ven como una "relación mutuamente beneficiosa que difunde los conocimientos, habilidades, experiencia y recursos para hacer frente a sus problemas de desarrollo, tales como la alta presión demográfica, la pobreza, el hambre, la enfermedad, el deterioro ambiental, conflictos y desastres naturales". Estos países también trabajan juntos para abordar "cuestiones transfronterizas como la protección del medio ambiente, VIH/SIDA" y el movimiento de capital y trabajo.
A medida que los líderes del Sur Global se volvieron más asertivos en la política mundial en las décadas de 1990 y 2000, la cooperación Sur-Sur ha aumentado para "desafiar el dominio político y económico del Norte". Esta cooperación se ha convertido en un concepto político y económico popular a raíz de las migraciones geográficas de la actividad manufacturera y de producción del Norte al Sur Global y la acción diplomática de varios estados, como China. Estas tendencias económicas contemporáneas han "mejorado el potencial histórico de crecimiento económico e industrialización en el Sur Global", lo que ha renovado los esfuerzos específicos de la cooperación sur-sur que "aflojan las restricciones impuestas durante la era colonial y trascienden las fronteras de la geografía política y económica de la posguerra".